# Баракуда велика
Баракуда велика (Sphyraena barracuda) — велика хижа риба родини Sphyraenidae, водиться в теплих морях. Вона може досягяти до 2 м. Молоді рибини плавають косяками, а дорослі — по одній. Баракуди мають дуже гострі зуби, живиться переважно рибою, але іноді нападають на людей.
Поширені в Індо-Пацифіці від Червоного моря і східної Африки до Гаваїв, Туамоту і Маркізських островів. Також у західній Атлантиці біля Массачусетсу (США), Бермуд, скрізь у Карибах; у східній Атлантиці біля Сьєрра-Леоне, Кот-д'Івуар, Того, Нігерії, Сенегалу, Мавританії, островів Сан-Педру-і-Сан-Паулу і Сан-Томе.

## Галерея

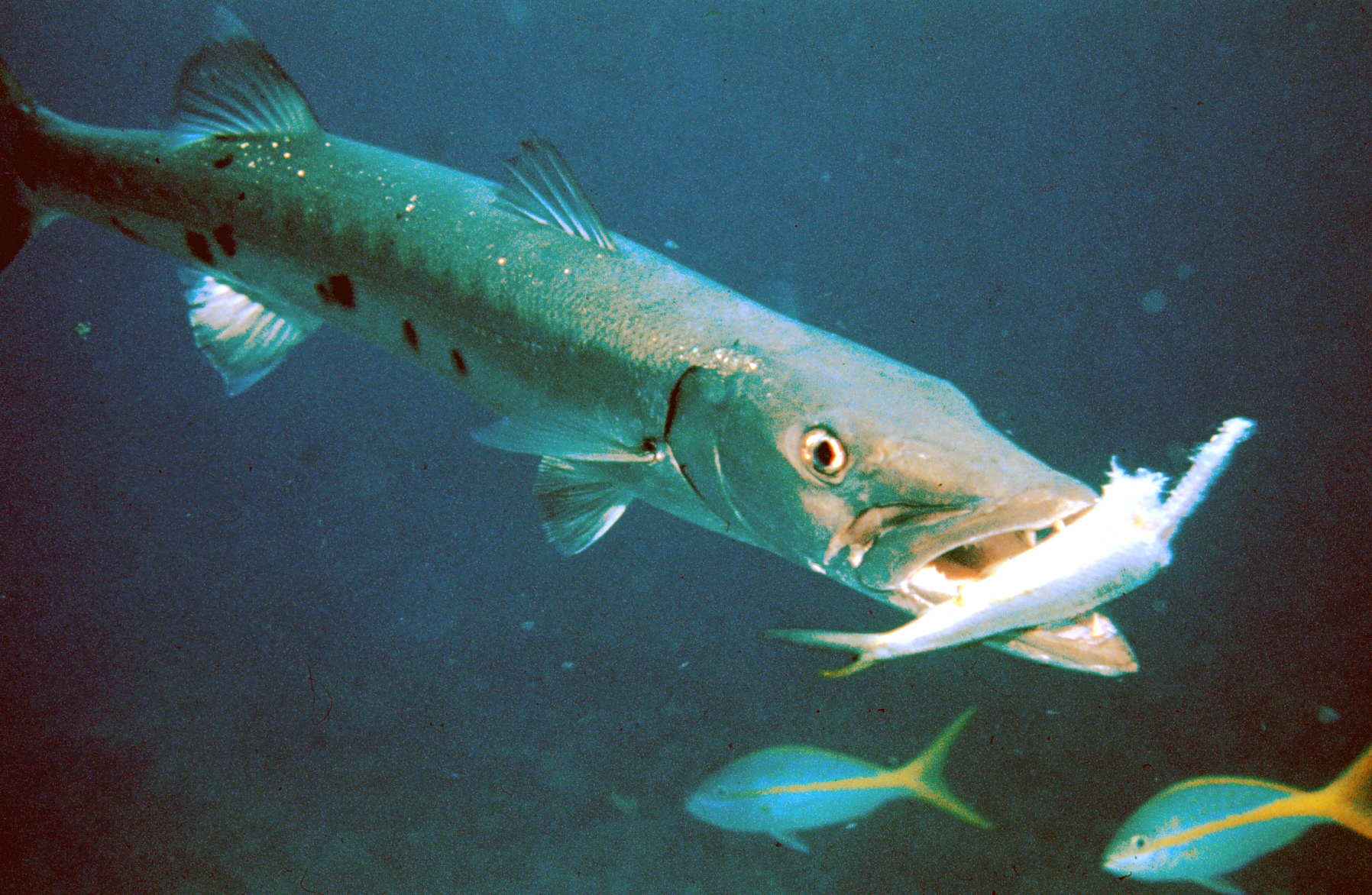
Велика баракуда атакує здобич.
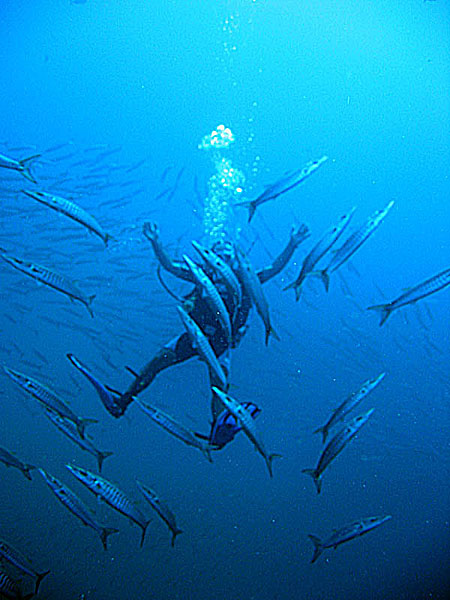
Аквалангіст серед баракуд.
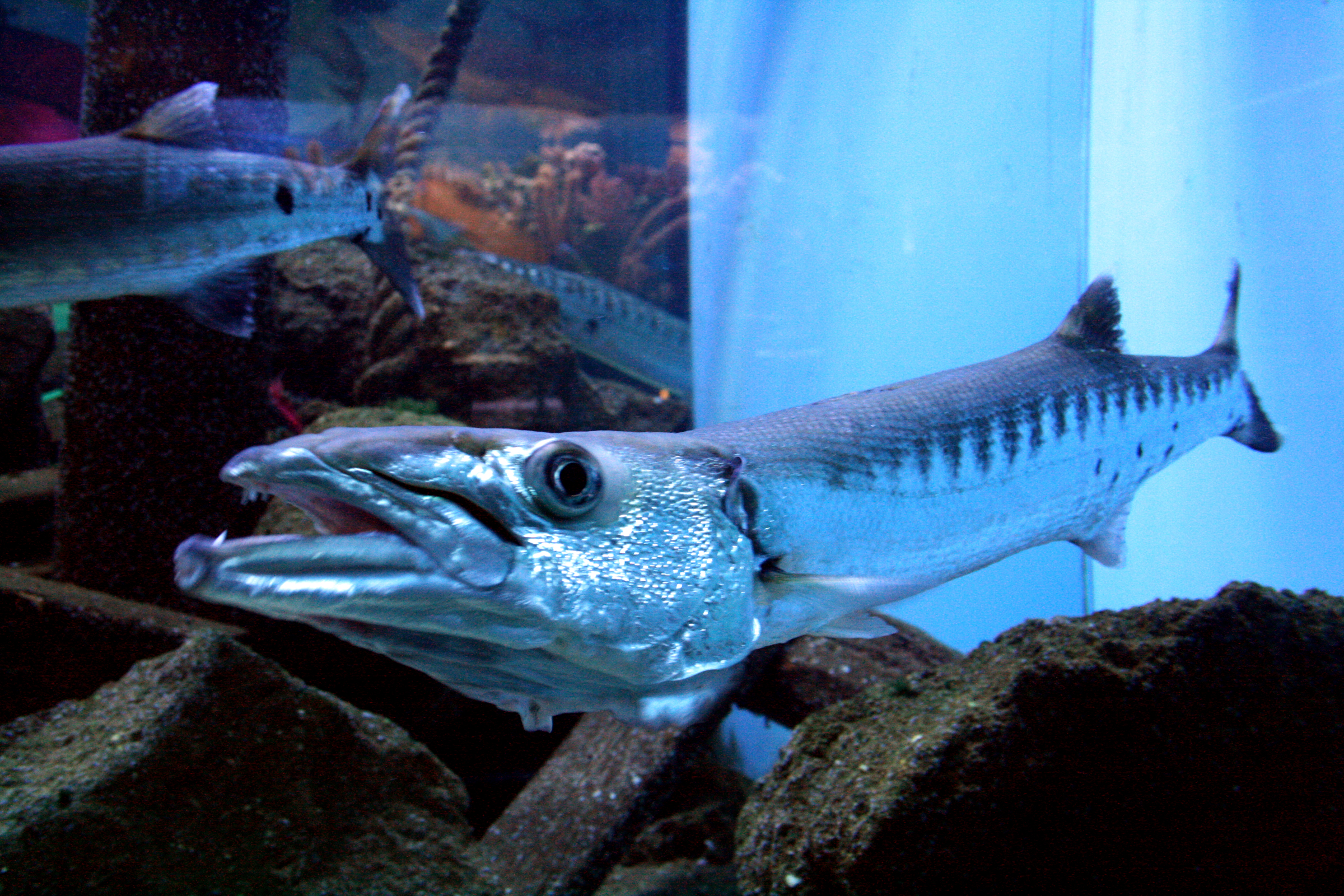
Велика баракуда в Празькому аквапарку.